# Khàtanga
El Khàtanga (rus: Ха́танга) és un riu del krai de Krasnoiarsk, a Rússia. Neix a la confluència dels rius Kotui i Kheta. El Khàtanga fa 227 km de llargada i la seva conca és de 364.000 km². El seu cabal mitjà és de 3.320 m3. Desemboca al golf de Khàtanga, al mar de Làptev, en forma d'estuari. A la seva conca hi ha més de 112.000 llacs (que ocupen 11.600 km²).
El Khàtanga és navegable però es glaça cap al final de setembre o començament d'octubre i el gel no es trenca fins a començament de juny. Els seus afluents principals són el Níjniaia, el Blúdnaia, el Popigai, el Nóvaia i el Màlaia Balakhnià. S'hi troben diferents espècies de peixos: riàpuixka, ómul, muksun, salmó platejat, taimen, etc. Hi ha el port fluvial de la vila de Khàtanga.

## Història
Els buscadors de pells russos arribaren a la zona el 1611.